# Dorylomorpha amurensis
Dorylomorpha amurensis är en tvåvingeart som beskrevs av David Edward Albrecht 1990. Dorylomorpha amurensis ingår i släktet Dorylomorpha och familjen ögonflugor. Inga underarter finns listade i Catalogue of Life.